# Nyjah Huston
Nyjah Imani Huston (nacido el 30 de noviembre de 1994 en Davis, California) es un skateboarder profesional estadounidense y medallista olímpico que en agosto del 2012, fue el campeón general en el Street League Skateboarding. Es un skater que patina en la posición goofy es decir con el pie derecho delante.

## Primeros años
Huston comenzó a patinar cuando tenía unos cuatro años de edad en el estilo «goofy» (el pie derecho se coloca en la parte delantera de la tabla o skateboard).

## Premios
Huston ganó el primer Kentucky Unbridled Spirit Award for Action Sports.
En 2012 la revista Transworld Skateboarding en su entrega de premios le dio el título al rendimiento de Huston , «Nyjah Huston limpia los premios anuales de Transworld Skate», de la página web de Yahoo! deportes. Huston ganó tres premios en el evento: Mejor segmento de video (por Huston «Rise & Shine»), Elegido por los lectores de la New Era (el único premio escogido exclusivamente por los lectores de la revista y de skateboarding.com, sin ninguna  element saco tablas con su nombre
y Dc zapatillas con su nombre
participación del personal deTransworld) y Best Street.. y un sinfín de veces que ganó la street league.

## Apariciones en videojuegos
Huston es un personaje destacado en los juegos de vídeo en Tony Hawk's Project 8, Tony Hawk's Proving Ground, Tony Hawk: Ride,Tony Hawk's Pro Skater HD, Tony Hawk's Pro Skater 5 y Tony Hawk's Pro Skater 1 + 2.